# تینو تاباک
تینو تاباک (هلندی: Tino Tabak؛ زادهٔ ۶ مهٔ ۱۹۴۶) دوچرخه‌سوار اهل هلند است.
از باشگاه‌هایی که در آن رکاب زده‌است می‌توان به تیم دوچرخه‌سواری فلاندریا، و تی‌آی-رالی، تیم دوچرخه‌سواری فلاندریا، و ژیتان–کامپانیولو اشاره کرد.